# Vladislav Chebotar
Vladislav Vasílievich Chebotar –en ruso, Владислав Васильевич Чеботарь– (Tiráspol, Moldavia, 22 de febrero de 1997) es un deportista ruso que compite en piragüismo en la modalidad de aguas tranquilas.
Ganó cuatro medallas en el Campeonato Mundial de Piragüismo entre los años 2017 y 2021, y cuatro medallas en el Campeonato Europeo de Piragüismo entre los años 2015 y 2021.

## Palmarés internacional
| Campeonato Mundial | Campeonato Mundial          | Campeonato Mundial | Campeonato Mundial |
| Año                | Lugar                       | Medalla            | Competición        |
| ------------------ | --------------------------- | ------------------ | ------------------ |
| 2017               | Račice (República Checa)    | Medalla de bronce  | C2 1000 m          |
| 2018               | Montemor-o-Velho (Portugal) | Medalla de plata   | C2 500 m           |
| 2021               | Copenhague (Dinamarca)      | Medalla de oro     | C2 1000 m          |
| 2021               | Copenhague (Dinamarca)      | Medalla de bronce  | C2 500 m           |
| Campeonato Europeo |                             |                    |                    |
| Año                | Lugar                       | Medalla            | Competición        |
| 2015               | Račice (República Checa)    | Medalla de oro     | C4 1000 m          |
| 2016               | Moscú (Rusia)               | Medalla de oro     | C4 1000 m          |
| 2017               | Plovdiv (Bulgaria)          | Medalla de plata   | C2 1000 m          |
| 2021               | Poznań (Polonia)            | Medalla de oro     | C2 500 m           |